# Заноманија
Заноманија је 10 албум групе Зана. Албум садржи 13 (ЦД) односно 11 (касета) песама. Изашао је 1997 у издању ПГП РТС.

## О албуму
Албум је сниман од јануара до априла 1997. Микс и снимање је било у студију Lucky sound у Београду.
Праћен је спотовима за Етно гето (сниман у Бразилу), Није све тако црно, Сама сам и Не могу више.

## Листа песама
| №  | Назив     | Трајање |  |
| 1. | Етно гето | 4:00    |  |

## Обраде
Није све тако црно-уводна шпица ТВ серије Отворена врата-Он ме воли на свој начин-You Never Give Me Your Money (Битлси)